# Mehmet Coskun
Mehmet Coskun (født 5. November 1998) er en dansk fodboldspiller, der spiller for FC Roskilde, det ny nedrykkede hold fra NordicBet Ligaen, der i den kommende sæson skal spille 2. division. Mehmet er en alsidig spiller, der kan dække flere positioner på banen, men primært dækker venstre back. Mehmet er tidligere også holdspiller hos Avedøre IF og BK Avarta.